# Ricarda Huch
Ricarda Huch (pseudonim Richard Hugo) (ur. 18 lipca 1864 w Brunszwiku, zm. 17 listopada 1947 w Kronberg im Taunus) – niemiecka pisarka, historyk i filozof.

## Życiorys
Urodziła się w rodzinie kupieckiej, z której wywodzili się znani pisarze: brat Rudolf Huch oraz kuzyni: Friedrich oraz Felix. Historię i filozofię studiować musiała w Zurychu, w Szwajcarii, gdyż w owym czasie niemieckie uczelnie nie przyjmowały kobiet na studia. Uniwersytet ukończyła w 1892, mając 28 lat. W trakcie studiów poznała studentkę weterynarii Marianne Plehn (późniejszą pierwszą niemiecką kobietę-profesor w Bawarii) oraz chemiczkę Marię Baum, która opisała Ricardę w swoich wspomnieniach. Zaprzyjaźniła się z Marie.
Od 1889 do 1894 pracowała jako bibliotekarka w bibliotece miejskiej w Zurychu. W 1892 ukazała się jej pierwsza sztuka teatralna Evoe. Opracowała kronikarskie zapiski Johanna Jakoba Wicka z XVI w., które zostały wydane w 1895. Korzystając z nich napisała nowele Teufeleien, wydane w 1897. Pisała też powieści z życia patrycjatu hanzeatyckiego (Erinnerungen von Ludolf Ursleu dem Jüngeren z 1893 – Wspomnienia Ludolfa Ursleu Juniora, wydane w Polsce w 1983. Tworzyła liczne nowele, jedną z pierwszych jest Die Hugenottin (1892). Pisała również opowiadania, a także prace krytyczno i historyczno-literackie).
Po 1894 pracowała jako bibliotekarka w Zurychu i Bremie. W 1897 przeniosła się do Wiednia, gdzie poznała dentystę Ermanno Ceconiego. Wyszła za niego za mąż w 1898, mając 34 lata. Wraz z nim przeniosła się do Triestu. Zajęła się wówczas dziejami Włoch, zjednoczeniem (Risorgimento) i działalnością Garibaldiego (Die Verteidung Roms z 1906; Kampf um Rom z 1907, Das Risorgimento z 1908). Uznanie, jakie wówczas zdobyła we Włoszech i w oczach Mussoliniego chroniło ją w późniejszych czasach przed prześladowaniami ze strony nazistów. W tym czasie zmarł jej włoski małżonek i wyszła po raz drugi za kuzyna Richarda Hucha. Jednak małżeństwo okazało się nieudane.
W latach 1912–1932 przebywała z przerwami w Monachium i Berlinie. Pracowała nad książkami biograficznymi i historycznymi: o Bakuninie, czy Wiośnie Ludów w Niemczech. Nawiązała kontakty z feministkami, takimi jak Ika Freudenberg i Gertrud Bäumer.
Po przejęciu władzy przez nazistów, w 1933 wystąpiła protestacyjnie z Pruskiej Akademii Literatury, po wykluczeniu Alfreda Döblina, gdy prezesem był Max von Schillings. Stosunek władz niemieckich był do niej ambiwalentny. Na swoje 80. urodziny w 1944 otrzymała depesze gratulacyjne od Goebbelsa i Hitlera. Powszechnie znano jej sympatie antynazistowskie, ale wskutek popularności nie chciano jej prześladować. Pomimo to nie pozwolono na druk trzeciego tomu Historii Niemiec jej autorstwa.
W latach 1935–1947 przebywała u swojej córki i zięcia Franza Böhma w Jenie. Nawiązała tam szerokie kontakty z opozycją anty-hitlerowską. Po wojnie zamierzała zebrać i opublikować biogramy członków ruchu anty-nazistowskiego. Chciała opisać ruch „Białej Róży” oraz historię Sophie Scholl. Jednak śmierć nie pozwoliła jej ukończyć zaplanowanego dzieła.
W 1946 Uniwersytet Friedricha Schillera w Jenie przyznał jej tytuł honoris causa, a władze radzieckiej strefy okupacyjnej zaprosiły ją na pierwszy kongres pisarzy niemieckich. Mimo to Ricarda Huch chciała wyjechać do Zachodnich Niemiec, także dlatego, że jej zięć Franz Böhm został ministrem kultury w rządzie Hesji. Uciążliwa podróż w nieogrzewanym pociągu, przez sektory okupacyjne, tak pogorszyła jej stan zdrowia, że pisarka zmarła w pensjonacie w Kronberg im Taunus.